# Brzesko Okocim
Brzesko Okocim – stacja kolejowa w Brzesku, w województwie małopolskim, w Polsce.  Według klasyfikacji PKP ma kategorię dworca regionalnego.

## Modernizacja
Dworzec kolejowy remontowany był w latach 2010–2012, a ostatecznie 1 sierpnia 2012 został oddany do użytku dla podróżnych. Inwestycja kosztowała około 3,7 mln zł.

## Ruch pasażerski
| Rok  | Wymiana pasażerska na dobę |
| ---- | -------------------------- |
| 2017 | 1 200                      |
| 2022 | 1 500                      |